# Assassinato de Ali Fazeli Monfared
Ali "Alireza" Fazeli Monfared (2 de janeiro de 2001 – Ahvaz, 4 de maio de 2021) foi um iraniano de 20 anos que foi sequestrado e decapitado por três homens, nomeadamente seu meio-irmão e dois primos, perto da cidade de Ahvaz na Província do Cuzistão, no Irã, por causa de sua orientação sexual. As notícias sobre a situação atraíram atenção e cobertura significativas nos meios de comunicação social e apelos de ativistas e celebridades para desafiar a homofobia no Irã.

## História
Identificado como um caso de homicídio de honra, o homicídio por decapitação foi cometido dias depois de o meio-irmão de Fazeli Monfared ter tomado conhecimento da sua orientação sexual através do seu cartão de isenção do serviço militar. As leis militares do Irã isentam os gays do serviço militar obrigatório. Foi relatado que Fazeli Monfared estava planejando se mudar para a Turquia e buscar asilo após receber a isenção do serviço militar. A mãe de Fazeli Monfared foi hospitalizada após saber da morte, de acordo com o grupo iraniano de direitos LGBTQ+ 6Rang, e seu meio-irmão e primos foram presos.
A lei militar anti-LGBT do Irã que denuncia gays foi responsabilizada pelo assassinato de Fazeli Monfared.
De acordo com pessoas que conheceram Alireza Fazeli Monfared antes de seu assassinato, ele enfrentou anos de assédio homofóbico e transfóbico, que nunca denunciou à polícia "por medo de enfrentar violência e processos por parte das autoridades".

## Resposta
Ativistas e celebridades, incluindo a cantora norte-americana Demi Lovato, postaram nas redes sociais sobre o assassinato para aumentar a conscientização sobre a homofobia no Irã. A ativista LGBT iraniana Masih Alinejad, que mora nos Estados Unidos, disse ao Insider que "fui dar uma olhada na página dele e descobri que ele estava tão cheio de vida. Imediatamente, postei sobre sua morte em minhas redes sociais e tornou-se viral. Gostaria que ele tivesse recebido esse tipo de atenção enquanto estava vivo."
Muitos iranianos LGBT filmaram secretamente vídeos caminhando com seus parceiros e exibindo bandeiras de arco-íris para protestar contra o assassinato. A organização de direitos humanos Amnesty International apelou a uma investigação completa sobre o assassinato e à revogação das leis anti-gays do Irã.